# Jevgenij Vučetič
Jevgenij Viktorovič Vučetič (rusky Евгений Викторович Вучетич, 28. prosince 1908 Jekatěrinoslav, Ruské impérium – 12. dubna 1974 Moskva) byl sovětský sochař, představitel monumentálního socialistického realismu a pedagog.

## Život
Absolvoval Repinův institut v Leningradě, byl viceprezidentem Akademie umění SSSR. Obdržel titul národní umělec SSSR, dvakrát Leninův řád a pětkrát Stalinovu cenu.
Po otci byl srbského původu, jeho matka měla francouzské kořeny.
Vnučkou jeho manželky Sáry Valeriusové je izraelská politička Ksenia Svetlova.

## Dílo
- Matka vlast volá, Mamamjevova mohyla ve Volgogradu – s 85 metry výšky je dosud nejvyšší sochou ženy na světě
- Matka vlast, Kyjev
- Překovejte meče v pluhy před budovou OSN v New Yorku
- Pomník sovětských vojáků v Treptowském parku v Berlíně
- socha Vladimira Iljiče Lenina u vjezdu do Volžsko-donského průplavu
- socha Felixe Edmundoviče Dzeržinského na Ljubljance v Moskvě